# Seredyna-Bouda
Seredyna-Bouda (en ukrainien : Середина-Буда) ou Seredina-Bouda (en russe : Середина-Буда) est une ville de l'oblast de Soumy, en Ukraine. Sa population s'élevait à 6 888 habitants en 2022.

## Géographie
Seredyna-Bouda est située à 150 km au nord-ouest de Soumy et à 313 km au nord-est de Kiev, à la frontière russe.

## Histoire
Seredyna-Bouda est fondée dans la seconde moitié du XVIIe siècle par des vieux-croyants venus de Russie, mais aussi par des paysans de l'Ukraine de la rive droite. Après la suppression du système administratif des régiments cosaques, en 1765, la ville est rattachée au gouvernement de Petite-Russie, puis au gouvernement de Tchernigov. Dans la seconde moitié du XVIIIe siècle, le commerce et l'industrie se développent (commerce des céréales, du chanvre, du tissu, du fer, du poisson et de la viande). En 1858, la population atteint 4 674 habitants. Au début du XXe siècle et jusqu'au milieu des années 1920, de petites entreprises artisanales sont très actives à Seredyna-Bouda. La construction du chemin de fer à voie étroite Vorojba – Seredyna-Bouda, en 1895, puis du chemin de fer Navlya – Konotop, favorise l'exploitation forestière. L'essor de l'industrie conduit à une croissance démographique rapide et la ville compte 6 290 habitants en 1911. Au début du mois de mai 1918, suivant les clauses du traité de Brest-Litovsk, Seredyna-Bouda devient un « no man's land ». Au cours de la Seconde Guerre mondiale, la ville et sa région sont le théâtre de violents combats. Plusieurs groupes de partisans opèrent dans la région.

## Population
Recensements (*) ou estimations de la population :
| 1858  | 1911  | 1923* | 1926* | 1939* |
| ----- | ----- | ----- | ----- | ----- |
| 4 674 | 6 290 | 7 490 | 7 257 | 7 700 |

| 1959* | 1970* | 1979* | 1989* | 2001* |
| ----- | ----- | ----- | ----- | ----- |
| 7 862 | 7 537 | 7 965 | 8 499 | 7 511 |

| 2010  | 2011  | 2012  | 2013  | 2015  |
| ----- | ----- | ----- | ----- | ----- |
| 7 298 | 7 301 | 7 300 | 7 231 | 7 144 |

| 2020  | 2022  | - | - | - |
| ----- | ----- | - | - | - |
| 7 020 | 6 888 | - | - | - |

## Personnalités liées à la commune
- Sergueï Kovalev (1930-2021), personnalité politique russe, militant pour la défense des droits de l'homme.

## Bâtiments marquants

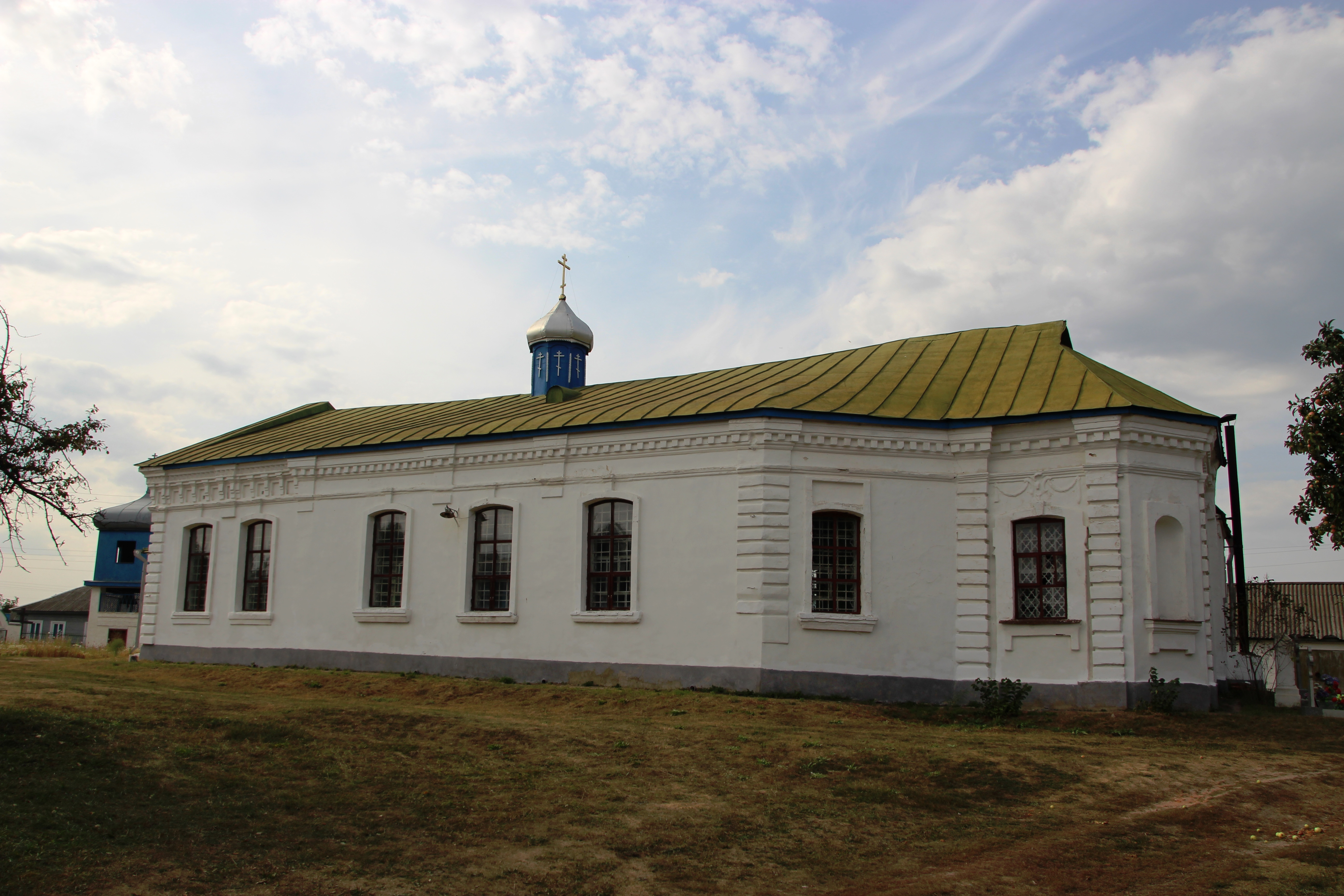
L'église st-Nicolas, classée[2] ;
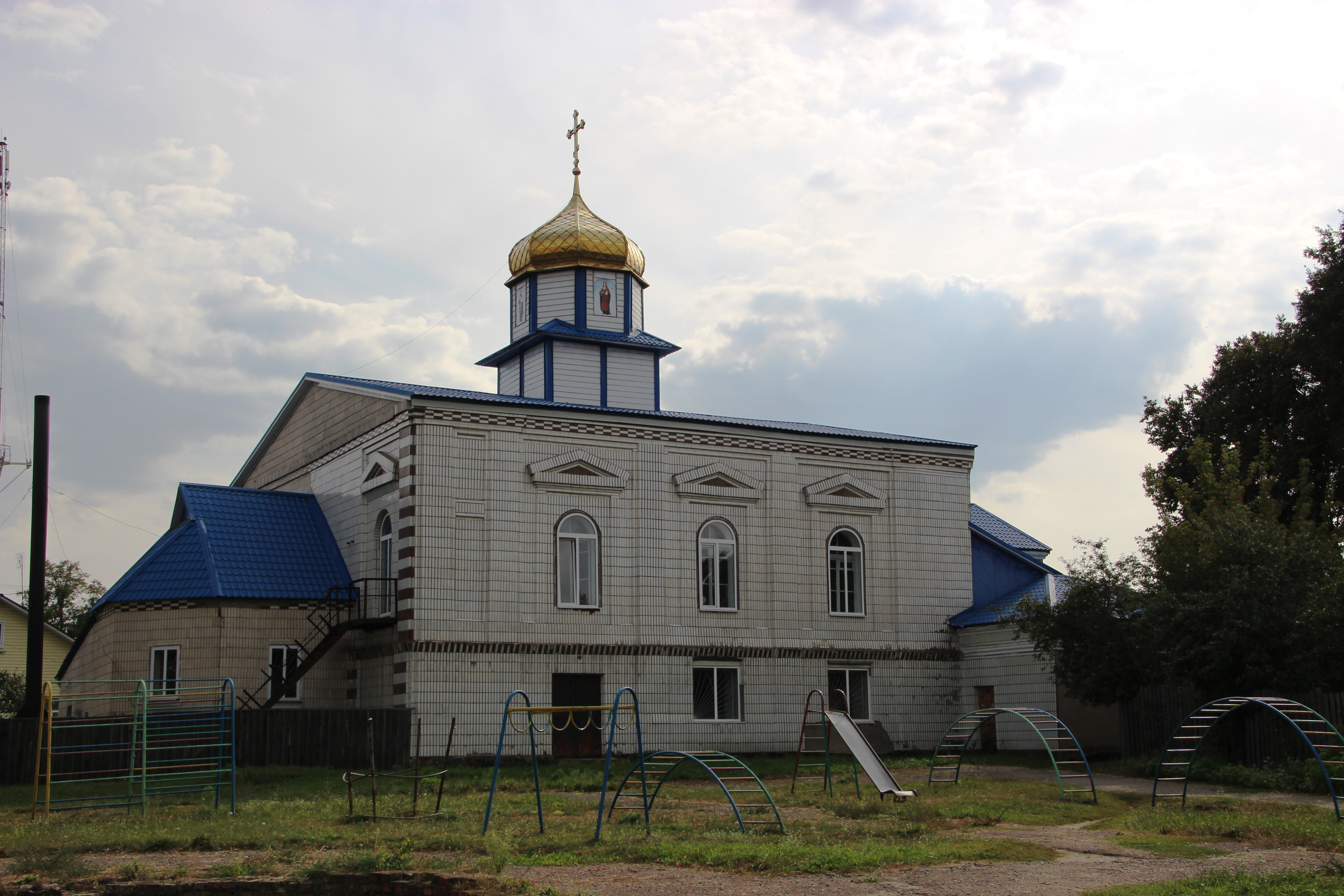
cathédrale de la Nativité, classée[3] ;
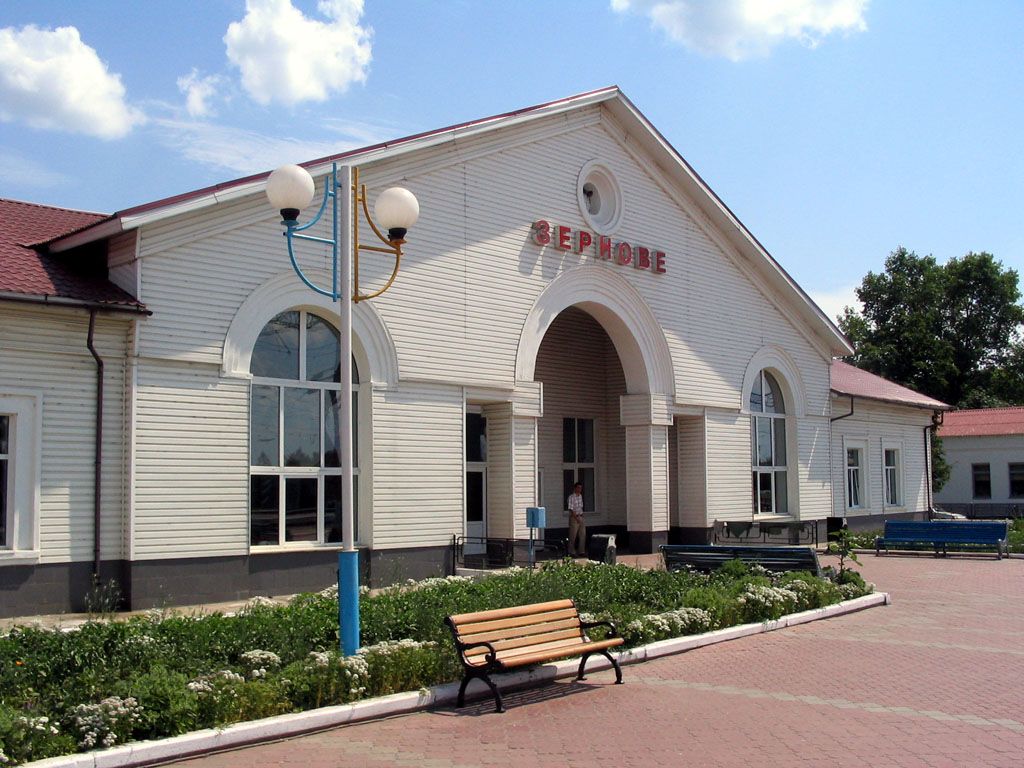
gare de Zernove.